# جورج هولكومب
جورج هولكومب (بالإنجليزية: George Holcombe) (و. 1786 – 1828 م) هو سياسي من الولايات المتحدة الأمريكية .
وهو عضو في الحزب الديمقراطي الأمريكي .

## التعليم
تعلم في جامعة برنستون، وجامعة بنسلفانيا.